# Гола съвест
„Гола съвест“ е български игрален филм (сатира) от 1971 година на режисьора Милен Николов, по сценарий на Николай Хайтов. Оператор е Крум Крумов. Художник е Ангел Ахрянов. Музиката във филма е композирана от Борис Карадимчев.
Киноновелата е част от филма Шарен свят.

## Състав

### Актьорски състав
| Роля                | Изпълнител                                          |
| ------------------- | --------------------------------------------------- |
| Гроздан Панайотов   | заслужил артист Константин Коцев                    |
| попът               | Георги Георгиев                                     |
| кметът              | заслужил артист Желчо Мандаджиев                    |
| затворник           | Наум Шопов                                          |
| жената на Гроздан   | Домна Ганева                                        |
| д-р Кьобашиев       | Георги Черкелов                                     |
| поручикът           | Ицхак Финци                                         |
| Ничев               | народен артист Иван Кондов                          |
| следователят        | Евстати Стратев                                     |
| околийският         | Александър Притуп                                   |
| Василев             | Найчо Петров                                        |
| Банчо Комисионера   | Хиндо Касимов                                       |
| медицинската сестра | Катя Паскалева (не е посочена в надписите на филма) |
| затворник           | Божидар Лечев (не е посочен в надписите на филма)   |
| затворник           | Иван Цветарски (не е посочен в надписите на филма)  |

### Творчески и технически екип
| Сценарий           | Николай Хайтов                                                              |
| Режисьор           | Милен Николов                                                               |
| Оператор           | Крум Крумов                                                                 |
| Музика             | Борис Карадимчев                                                            |
| Звук               | Славчо Дилянов                                                              |
| Художник           | Ангел Ахрянов                                                               |
| Втори художник     | Борис Нешев                                                                 |
| Костюми            | Николай Сърчаджиев                                                          |
| Редактор           | Свобода Бъчварова                                                           |
| Монтаж             | Кристина Вазова                                                             |
| Асистент-режисьори | Иван Кирилов Лили Тонева Радка Иванова                                      |
| Асистент-оператори | Цветан Чобански Емил Кодов Константин Занков                                |
| Фотограф           | Крум Костов                                                                 |
| Осветление         | Васил Кайзеров                                                              |
| Организатори       | Теди Попов Благовест Динчев                                                 |
| Грим               | Мария Търкаланова                                                           |
| Гардероб           | Марта Донкова                                                               |
| Реквизит           | Иван Станоев                                                                |
| Директор           | Илия Чомполов                                                               |
| Производство       | Българска кинематография Студия за игрални филми – София /Copyright © 1971/ |

## Награди
- „Наградата на критиката“ от Съюза на българските филмови дейци (1971)
- „Наградата на критиката“ от Фестивала на българския филм във Варна, 1971
- „Награда за главна роля“ на Константин Коцев от Фестивала на българския филм във Варна, 1971
- „Награда за сценарий“ на Николай Хайтов от Фестивала на българския филм във Варна, 1971